# John Ogdon
John Andrew Howard Ogdon (* 27. Januar 1937 in Mansfield Woodhouse, Nottinghamshire; † 1. August 1989 in London) war ein englischer Pianist und Komponist.

## Leben
Ogdon begann im Alter von 5 Jahren mit dem Klavierspiel. Ab 1945 war er Schüler der Northern School of Music in den Klassen von Iso Elinson und Richard Hall. Von 1947 an besuchte er die allgemeinbildende Manchester Grammar School. 1953 setzte er seine Klavier- und Kompositionsausbildung am Royal Manchester College of Music bis 1957 fort. Seine Tutoren waren Claud Biggs und Thomas Pitfield. Nach dem Collegeabschluss folgten weitere Studien bei Gordon Green, Denis Matthews und Myra Hess sowie bei Egon Petri in Basel.
Der 21-jährige Ogdon erlebte ein sensationelles Debüt bei den Proms in London, als er das Klavierkonzert Busonis unter Leitung von Henry Wood aufführte. 1959 errang Ogdon beim Liverpooler-Klavierwettbewerb den zweiten Platz, 1961 gewann er den ersten Preis beim Liszt-Wettbewerb in London und seine internationale Anerkennung festigte 1962 der erste Preis beim Tschaikowsky-Wettbewerb in Moskau, den er sich mit Wladimir Aschkenasi teilte.
Ogdon liebte es, seine eminenten Fähigkeiten bis an ihre Grenzen auszukosten und nahm solch gewaltige Aufgaben in Angriff wie die Komplettaufnahme der Klaviermusik von Rachmaninow. Zuvor hatte er bereits die 10 Klaviersonaten von Skrjabin aufgenommen. Ogdons Repertoire umfasste Werke von über 80 Komponisten; neben den „Klassikern“ setzte er sich speziell für bis dahin Unbekanntes, z. B. Alkan und zeitgenössische britische Komponisten ein.
Ogdons Konstitution war, trotz imposanter äußerer Erscheinung, stets labil. 1973 kam es zu einem schweren Zusammenbruch, verursacht wahrscheinlich durch Schizophrenie oder eine bipolare Störung. Ogdon musste lange Zeit in einem Londoner Krankenhaus verbringen. Zwischen 1976 und 1980 lehrte Ogdon an der Jacobs School of Music der Indiana University Bloomington. Danach konzertierte er wieder als Pianist – unterbrochen von Krankheitsschüben –  u. a. spielte er 1983 zur Eröffnung der Royal Concert Hall in Nottingham. Im Januar 1986 trat er im Rahmen einer Tournee in Moskau, Kiew und Leningrad auf. 1988 veröffentlichte er eine 4 CDs umfassende Einspielung des Opus clavicembalisticum von Sorabji. Kurz darauf verstarb er an Lungenentzündung, verursacht durch nicht diagnostizierten Diabetes.
Die BBC drehte unter dem Titel Virtuoso einen Film über das Leben von John Ogdon. Grundlage bildete eine Biographie, die seine Frau, die Pianistin Brenda Lucas Ogdon, mit der er seit 1960 verheiratet war, mitverfasst hat. John Ogdon wurde von Alfred Molina dargestellt.
1993 wurde unter der Schirmherrschaft von Wladimir Aschkenasi die in London ansässige John Ogdon Foundation gegründet. Ziel ist die Förderung junger Pianisten sowie das kompositorische Werk Ogdons bekannt zu machen. In unregelmäßigen Abständen verleiht die Stiftung jungen Pianisten den mit Geld dotierten John Ogdon Scholarship Award.
2014 veröffentlichte Sony Classical anlässlich des 25. Todesjahres eine Edition mit allen Aufnahmen Ogdons für RCA Records.

## Kompositorisches Werk
Als Kompositionsstudent in Manchester gehörte Ogdon zum Kreis der New Music Manchester Group, gemeinsam mit Studienkollegen wie Birtwistle, Goehr und Davies. Unter den fast 200 Werken Ogdons finden sich Klavierstücke, Kammermusik (u. a. ein Streichquartett) und ein Klavierkonzert. Eine Sinfonie nach Herman Melville und eine komische Oper blieben unvollendet.